# Sclerocecis pulverosella
Sclerocecis pulverosella är en fjärilsart som beskrevs av Pierre Chrétien 1908. Sclerocecis pulverosella ingår i släktet Sclerocecis och familjen stävmalar. Inga underarter finns listade i Catalogue of Life.